# Massacre de Balad al-Shaykh
Balad al-Shaykh, atualmente parte da cidade israelense de Nesher, era um vilarejo árabe onde um massacre foi perpetrado na noite de 31 de dezembro de 1947. O Palmach, braço do Haganá, organização paramilitar judaica de orientação sionista, atacou o povoado enquanto seus residentes dormiam, atirando desde as encostas do Monte Carmelo, como vingança pela morte de 39 judeus durante o massacre da refinaria de petróleo de Haifa no dia anterior, que por sua vez tinha sido uma resposta ao ataque de integrantes do grupo paramilitar Irgun, que arremessou diversas granadas a uma multidão de 100 trabalhadores diários árabes reunidos do lado de fora dos portões da refinaria Haifa Oil procurando por trabalho, resultando em 6 mortes e 42 feridos. A Agência Judaica condenou o Irgun pelo que chamou de "ato de loucura", referindo-se ao que havia ocorrido na refinaria de Haifa, antes da morte dos trabalhadores judeus, porém ao mesmo tempo autorizou a incursão em Balad al-Shaykh.[carece de fontes?]
Segundo o historiador israelense Benny Morris:
"O Haganá retaliou de maneira maciça na noite de 31 de dezembro de 1947 - 1º de janeiro de 1948, atacando as vilas de Balad al-Sheikh e Hawassa, onde viviam muitos dos trabalhadores da refinaria. As ordens da unidade que efetuou o ataque eram 'matar o máximo possível de homens adultos'. Os invasores penetraram até o centro de Balad al-Sheikh, disparando contra e explodindo casas, retirando delas os homens adultos e fuzilando-os. De acordo com a HGS, 'as unidades de penetração... foram forçadas a desviar do rumo que havia sido determinado e, em alguns casos, disparar contra mulheres e crianças', após receber disparos de dentro das casas. O Haganá teve dois mortos e dois feridos. Relatos do Haganá sobre as vítimas árabes variam de 'cerca de 70 mortos' a '21 mortos (incluindo duas mulheres e cinco crianças) e 41 feridos'."
Um relato contemporâneo do The Times se refere a 17 mortos árabes, incluindo uma mulher, e 33 feridos, entre os quais 8 mulheres e 9 crianças. As vítimas judaicas teriam totalizado 3 mortos e um ferido.
No mesmo dia 12 judeus e quatro árabes ficaram feridos em diversos casos de explosões de bombas e tiroteios, em Haifa.

## Bibiografia
- Morris, Benny (2003). The Birth of the Palestinian Refugee Problem Revisited. Cambridge: Cambridge University Press. ISBN 0-521-00967-7
- 'The British Withdrawal From Palestine: Possible Advance Of Date By Six Weeks, 17 Killed In Attack On Arab Village', The Times, 2 de janeiro de 1948; pg. 4; ed. 50958; col A.
- Pappé, Ilan (1999). The Israel/Palestine Question. [S.l.]: Routledge. ISBN 041516947X, 9780415169479 Verifique |isbn= (ajuda)